# Mising
Mising és la llengua dels misings o miris del grup de llengües tibetobirmanes a Assam. El parlen unes 500.000 persones. El mising està dividit en el dialecte del nord o dagdoong o el del sud o daktok. Als misings se'ls identifica dins de cada grup pel seu cognom (que identifica al clan). Una classificació més acurada estableix els següents dialectes:
- Pa:gro,
- Mo:ying,
- Sa:yang,
- Oyan
- Samuguri.

Els miris samuguries han perdut la seva llengua i parlen assamès. Els principals clans miris pel seu cognom són:
- Mili
- Pegu
- Doley